# Эмбрах
Эмбрах (нем. Embrach) — коммуна в Швейцарии, в кантоне Цюрих. 
Входит в состав округа Бюлах. Население составляет 8577 человек (на 31 декабря 2007 года). Официальный код — 0056.